# Pál József (irodalomtörténész)
Pál József (Gyömrő, 1953. január 18. –) magyar irodalomtörténész, egyetemi tanár, az MTA doktora. Helyettes államtitkár (1998–2000), a szegedi Fidesz alelnöke.

## Pályafutása
Magyar–olasz szakos középiskolai tanári diplomát szerzett a szegedi József Attila Tudományegyetemen, 1976-ban. Végzés után egyeteme Összehasonlító Irodalomtudományi Tanszékére került, ahol 1988-ig oktatott. Egyetemi doktori disszertációját 1978-ban, kandidátusi disszertációját 1983-ban védte meg. 1995-ben habilitált, 1996-ban kinevezték egyetemi tanárnak. MTA doktoriját 2000-ben védte meg.
1989-től az Olasz Nyelvi és Irodalmi tanszék tanszékvezető tanára. 1991–92-ben rektorhelyettesi, 1992–94-ben dékáni teendőket is ellátott. Tanulmányi ösztöndíjakban részesült több alkalommal, 1976-ban Firenzében, 1980-ban Rómában, 1983-ban Párizsban járt. 1995–98 közt Rómában, az Accademia d'Ungheria tudományos igazgatója volt.

## Egyetemi és közéleti tisztségei (válogatás)
- tanszékvezető (1989–1995, 2000–2018)
- JATE rektor helyettes (1990–91)
- JATE BTK dékán (1992–94)
- Accademia d'Ungheria di Roma, tudományos igazgató (1995–98)
- helyettes államtitkár (1998–2000, NKÖM)
- SZTE Nemzetközi és Közkapcsolati rektorhelyettese (2011–2018)
- Az MTA Köztestületének tagja
- Tagja a Professzorok Batthyány Körének

## Kutatási területei
A 18. századi művelődéstörténet, olasz, francia, angol, német, magyar irodalom és képzőművészet összehasonlító irodalom- és művészettörténeti szempontú kutatása. A kandidátusi fokozatot A neoklasszicizmus poétikája című disszertáció alapján. Tanulmányai jelentek meg a felvilágosodás „árnyékos oldaláról”, okkult, hermetikus irányzatairól.
Ikonológia, szimbólumkutatás eredményeképpen létrejött Az ikonológia és műértelmezés című kiadványsorozat, amelynek alapító főszerkesztője. A projectumból nőtt ki a több kiadásban megjelent Szimbólumtár, amely mindmáig az egyetlen olyan tudományos igényű szimbólum szótár, amely összefüggéseiben és rendszeresen tárgyalja az egyetemes és a magyar kultúra jelképeit, témáit és motívumait.
Komparatisztikai, világirodalmi kiadványai az Akadémiai Kiadónál jelentek meg. A világirodalom története évszámokban címűt (Vajda György Mihállyal közösen, 1988) ma is használják. 1999-től (Szili Józseffel együtt) a Neohelicon. Acta Comparationis Litterarum Universarum című angol, francia, német és olasz nyelven megjelenő nemzetközi irodalomtudományi folyóirat főszerkesztője. Az Akadémiai Kiadó szakkönyvek sorozatának első darabja, A Világirodalom (2005, majd 2008) több mint ezer oldalon mutatja be hatalmas anyagát, az egyiptomi papiruszoktól a kortárs írókig. A főszerkesztői koncepció kidolgozása és a kötet negyedének írása az ő feladata volt.
Dante költészetéről megjelentetett könyvével 2000-ben elnyerte az MTA doktori címet: „Silány időből az örökkévalóba”. Az Isteni színjáték nyelvi és tipológiai szimbolizmusa, 1997. A Veronai Egyetemmel együttműködve kiadta az ELTE Egyetemi Könyvtárában lévő 14. századi Dante-kódex fakszimiléjét, illetve egy hozzá kapcsolódó tanulmánykötetet. 2009-ben megjelent az Akadémiai Kiadónál Dante. – Szó, szimbólum, realizmus c. monográfia, amelyért Olaszországban nemzetközi Flaiano-díjat kapott, Magyarországon pedig az MTA Akadémiai Kiadó Nívódíját (2010-ben).
Magyar–olasz kapcsolattörténeti kutatások keretében rendszeresen foglalkozott a magyar művelődéstörténet olaszországi emlékeivel. Rómában megalapította a Fraknói Történeti Intézetet, amelyet 33. tagként felvettek az itt működő nagy nemzetközi akadémiák egyesületébe. 1997-ben Rómában újra útjára indította az Annuario. Studi e documenti italo–ungheresi című sorozatot, amely ezt megelőzően 1941-ig jelent meg. Német együttműködéssel kiadta a Santo Stefano Rotondóról (Wiesbaden, 2000) szóló reprezentatív kötetet. Az ókeresztény bazilika a 15. század közepe óta a magyarok nemzeti temploma Rómában, magyar szerzetesek laktak és tanultak itt. NKFP-pályázatában (Magyar emlékek Olaszországban, jelenkori értékeink megőrzése) több akadémiai intézet, az Országos Széchényi Könyvtár és több olasz egyetem vett részt. A kutatásokról egy tucat könyv jelent meg. Mind magyar, mind olasz nyelven kiadásra került az itáliai magyar emlékek teljességre törekvő, tudományos igényeknek megfelelő leírása és katalógusa (2005). Szakmai mélységét, teljesség-igényét tekintve ez idáig egyedülálló a magyar emlékek külföldön témakörben.
Az Olasz Köztársaság tiszteletbeli konzulja.
2012-ben elnyerte a Magyar Érdemrend tisztikeresztjét, 2022-ben pedig a parancsnoki keresztet is.

## Publikációi
Pál József közleményjegyzéke (Az adatok 2013.01.30-ig vannak feltöltve.)
- Ikonológia és műértelmezés I. Az ikonológia elmélete, I-II. Szeged, 1986
- A neoklasszicismus poétikája. Akadémiai Kiadó, Budapest, 1988
- A világirodalom története évszámokban. Akadémiai Kiadó, Budapest, 1988 (Vajda György Mihállyal)
- A XX. századi világirodalom kronológiája. Szeged, 1991. 516 o. (Vajda György Mihállyal és Kürtösi Katalinnal)
- Hatnyelvű Szinkron Szótár. Zrínyi, Budapest, 1993
- Ikonológia és műértelmezés V. Hermetika, mágia. Ezoterikus látásmód és művészi megismerés. Főszerk. Pál József, szerk: Szőnyi György Endre, Tar Ibolya. Szeged, 1995
- Hatnyelvű Szótár. Budapest-Szeged, Akadémia-Scriptum, 1996. CD-Rom
- "Silány időből az örökkévalóba". Az Isteni Színjáték nyelvi és tipológiai szimbolizmusa Szeged, JATE Press, 1997
- Mille Anni di Storia dell'Arciabbazia. A cura di József Pál e Ádám Somorjai. Róma-Pannonhalma, 1997
- Szimbólumtár. Jelképek, motívumok, témák az egyetemes és a magyar kultúrából. Szerk. Pál József és Újvári Edit. Balassi Kiadó, Budapest 1997. pp. 533 második kiadás: 2002, harmadik kiadás, 2005 (CD-Rom: 2004, Internet: 2005. www.bkiado.hu/netre/Net¬_szimbolum/szimbolumszotár.htm
- Santo Stefano Rotondo in Roma. Archeologia, storia dell'arte, restauro (Herausgegeben von Hugo Brandenburg und József Pál). Reichert Verlag, Wiesbaden, 2000
- Világirodalom. Főszerkesztő és szerző. Akadémiai Kiadó. Budapest, 2005, 2008
- Dante: Commedia. Budapest Biblioteca Universitaria Codex Italicus 1. I: riproduzione fotografica, II: Studi e ricerche. pp. 286. A cura di Gian Paolo Marchi e József Pál. Verona, SiZ, 2006 (főszerkesztő és szerző)
- Dante, Szó, szimbólum, realizmus a középkorban. Akadémiai, Budapest, 2009
- Epigrafi romane di Transilvania. S.i.z., Verona, 2010
- 1790. Határ és szabadság az irodalomban; Akadémiai, Bp., 2012
- Világirodalom; főszerk. Pál József; 2. jav. kiad.; Akadémiai, Bp., 2015 (Akadémiai kézikönyvek)
- Bölcsészettudományok; szerk. Pál József, Vajda Zoltán; Szegedi Egyetemi, Szeged, 2014 (Szegedi egyetemi tudástár)
- Bölcsészet- és társadalomtudományok; szerk. Pál József, Vajda Zoltán; Szegedi Egyetemi, Szeged, 2014 (Szegedi egyetemi tudástár)
- Nézőpontok. Tanulmányok a 20. századi magyar irodalomról, tudományról és művelődéspolitikáról; JATEPress–Szegedi Egyetemi, Szeged, 2014
- Lát(szó)tér. Fiatal kutatók italianisztikai tanulmányai; szerk. Molnár Annamária, Ótott Noémi, Pál József; SZTE BTK Olasz Nyelvi és Irodalmi Tanszék, Szeged, 2016
- "Elhallgatom, hogy rájöhess magadtól". Az Isteni színjáték forrásai és hatása; szerk. Draskóczy Eszter, Ertl Péter, Pál József; SZTE Olasz Nyelvi és Irodalmi Tanszék, Szeged, 2016

## Magánélete
Felesége Wenner Éva, gyermekei: Eszter (1979), Judit (1984), József Marcell (2000).